# Fergal Quinn
Fergal Quinn (* 11. März 2000 in Dublin) ist ein nordirischer Snookerspieler aus dem County Tyrone. 2025 qualifizierte er sich für die Profitour.

## Karriere
Der Vater von Fergal Quinn spielte in seiner Jugend auf Amateurebene ebenfalls erfolgreich Snooker und trat unter anderem auch gegen den späteren Weltmeister Ken Doherty an. Er lebte eine Zeitlang mit Fergals irischer Mutter in Dublin, wo der gemeinsame Sohn zur Welt kam. Später zog er mit Familie in seine nordirische Heimat aufs Land in die Ortschaft Brocagh bei Coalisland, der Heimatstadt von Weltmeister Dennis Taylor, und richtete sich im eigenen Haus einen Snookertisch ein. Fergal Quinn lernte daran ab dem Alter von 8 Jahren das Spiel. Mit 11 Jahren gehörte er zu den besten irischen Spielern und wurde zeitweise von Nationaltrainer PJ Nolan betreut.
Bereits mit 15 Jahren nahm er an der irischen Amateurmeisterschaft teil und kam ins Achtelfinale der U18-Europameisterschaft. Im Jahr darauf erreichte er dort mit dem Viertelfinale sein bestes Juniorenergebnis, bei anderen Europa- und Weltmeisterschaftsturnieren schied er oft früh aus. Nach seiner Schulzeit wechselte er den Verband und trat danach für Nordirland an. 2019 nahm er an der Challenge Tour teil, um sich für die Profitour zu qualifizieren, aber außer einigen Achtungserfolgen, bspw. gegen Christopher Keogan oder Iulian Boiko, blieb er erfolglos. In der Q School verlor er im Halbfinale seiner Gruppe. National krönte er sich aber im Jahr darauf bei der nordirischen U21-Meisterschaft durch ein 5:4 gegen Robbie McGuigan im Finale zum besten Nachwuchsspieler. Daraufhin wurde er zu einzelnen Turnieren der Profitour eingeladen, er spielte bspw. erstmals bei der Profiweltmeisterschaft in der Qualifikation, wo er 3:6 gegen Fergal O’Brien verlor.
Nach der Pause im Amateursnooker durch die COVID-Pandemie versuchte er weiter, auf die Profitour zu kommen. Während er auf der Q Tour, dem Nachfolger der Challenge Tour, nicht weit kam, erreichte er bei der Europameisterschaft 2022 das Achtelfinale und bei der WSF Championship 2023 verlor er im Viertelfinale im Decider in Führung liegend gegen Stan Moody noch knapp mit 3:4. In der Q School 2023 erreichte er zum zweiten Mal ein Halbfinale. Obwohl er bei den Turnieren mithalten konnte, verpasste er regelmäßig die entscheidende Phase der Turniere. Bei der nordirischen Amateurmeisterschaft schied er 2024 im Halbfinale aus und bei der WSF Championship im selben Jahr war wieder im Halbfinale gegen Gao Yang Schluss. Bei seiner darauf folgenden zweiten Einladung zur Profiweltmeisterschaft 2025 verlor er nach 6:2-Führung knapp mit 9:10 gegen Liam Graham.
Den Durchbruch schaffte er anschließend beim zweiten Turnier der Q School. In Runde 2 gewann er gegen den langjährigen Profi Sean O’Sullivan mit 4:1, mit demselben Ergebnis über Ashley Carty erreichte er erstmals das Entscheidungsspiel und noch ein 4:1 über den dritten Ex-Profi Dean Young sicherte ihm selbst mit 25 Jahren zwei Jahre auf der World Snooker Tour.

## Erfolge
Qualifikation
- Q School (2025)

Amateurturniere
- Nordirischer U21-Meister (2020)